# العلاقات البرتغالية القبرصية
العلاقات البرتغالية القبرصية هي العلاقات الثنائية التي تجمع بين البرتغال وقبرص.

## مقارنة بين البلدين
هذه مقارنة عامة ومرجعية للدولتين:
| وجه المقارنة                                              | البرتغال                                                  | قبرص                                                                 |
| --------------------------------------------------------- | --------------------------------------------------------- | -------------------------------------------------------------------- |
| المساحة (كم2)                                             | 92.21 ألف                                                 | 9.24 ألف                                                             |
| عدد السكان (نسمة)                                         | 10.60 مليون                                               | 1.14 مليون                                                           |
| الكثافة السكانية (ن./كم²)                                 | 114.95                                                    | 123.38                                                               |
| العاصمة                                                   | لشبونة                                                    | نيقوسيا                                                              |
| اللغة الرسمية                                             | اللغة البرتغالية، اللغة الميراندية                        | اليونانية الحديثة، اللغة التركية، لغة يونانية                        |
| العملة                                                    | يورو، اسكودو برتغالي                                      | يورو، جنيه قبرصي                                                     |
| الناتج المحلي الإجمالي (بليون دولار)                      | 217.57 مليار                                              | 21.65 مليار                                                          |
| الناتج المحلي الإجمالي (تعادل القوة الشرائية) بليون دولار | 307.82 مليار                                              | 26.73 مليار                                                          |
| الناتج المحلي الإجمالي الاسمي للفرد دولار أمريكي          | 19.22 ألف                                                 | 23.24 ألف                                                            |
| الناتج المحلي الإجمالي للفرد دولار أمريكي                 | 28.76 ألف                                                 | 30.24 ألف                                                            |
| مؤشر التنمية البشرية                                      | 0.830                                                     | 0.850                                                                |
| رمز المكالمات الدولي                                      | +351                                                      | +357                                                                 |
| رمز الإنترنت                                              | .pt                                                       | .cy                                                                  |
| المنطقة الزمنية                                           | توقيت غرب أوروبا، توقيت غرب أوروبا الصيفي، أوروبا/لشبونة ‏ | ت ع م+02:00، ت ع م+03:00، توقيت شرق أوروبا، توقيت شرق أوروبا الصيفي ‏ |

## مدن متوأمة
في ما يلي قائمة باتفاقيات التوأمة بين مدن برتغالية وقبرصية:
- ترتبط Sesimbra [الإنجليزية]‏ مع Agros, Cyprus [الإنجليزية]‏ باتفاقية توأمة.
- ترتبط لشبونة مع نيقوسيا باتفاقية توأمة منذ 28 سبتمبر 1992.

## منظمات دولية مشتركة
يشترك البلدان في عضوية مجموعة من المنظمات الدولية، منها:
| علم المنظمة | اسم المنظمة                               | تاريخ انضمام البرتغال | تاريخ انضمام قبرص |
| ----------- | ----------------------------------------- | --------------------- | ----------------- |
|             | المنظمة الأوروبية لسلامة الملاحة الجوية   | 1986                  | 1991              |
|             | المنظمة الهيدروغرافية الدولية             | ?                     | ?                 |
|             | منظمة الشرطة الجنائية الدولية             | ?                     | ?                 |
|             | الاتحاد البريدي العالمي                   | ?                     | ?                 |
|             | منظمة التجارة العالمية                    | ?                     | ?                 |
|             | الفريق المعني برصد الأرض                  | ?                     | ?                 |
|             | مجموعة الموردين النوويين                  | ?                     | ?                 |
|             | مؤسسة التنمية الدولية                     | 29 ديسمبر 1992        | 2 مارس 1962       |
|             | منظمة الأمن والتعاون في أوروبا            | 25 يونيو 1973         | 25 يونيو 1973     |
|             | مؤسسة التمويل الدولية                     | 8 يوليو 1966          | 2 مارس 1962       |
|             | مجلس أوروبا                               | ?                     | ?                 |
|             | منظمة حظر الأسلحة الكيميائية              | ?                     | ?                 |
|             | الأمم المتحدة                             | 14 ديسمبر 1955        | 20 سبتمبر 1960    |
|             | الاتحاد الدولي للاتصالات                  | 1866                  | 24 أبريل 1961     |
|             | الاتحاد الأوروبي                          | 1986                  | 1 مايو 2004       |
|             | البنك الدولي للإنشاء والتعمير             | 29 مارس 1961          | 21 ديسمبر 1961    |
|             | مجموعة أستراليا                           | 1985                  | 2000              |
|             | المركز الدولي لتسوية المنازعات الاستشارية | 1 أغسطس 1984          | 25 ديسمبر 1966    |
|             | وكالة ضمان الاستثمار متعدد الأطراف        | 6 يونيو 1988          | 12 أبريل 1988     |
|             | يونسكو                                    | 11 مارس 1965          | 6 فبراير 1961     |

## وصلات خارجية
- موقع وزارة الخارجية البرتغالية
- موقع وزارة الخارجية القبرصية